# ФК Хоризонт Турново
ФК Хоризонт Турново је фудбалски клуб из села Турнова код Струмице у Северној Македонији. Клуб је основан 1950. и до сезоне 2008/09. није имао значајнијих резултата. Освајањем првог места у Другој лиги Македоније у сезони 2007/08. прошао је у виши ранг, тако се од сезоне 2008/09. такмичи у Првој лиги Македоније.
У 2008 македонска компанија „Хоризонт“ је постала главни спонзор клуба и клуб је променио име у Хоризонт Турново.

## ФК Хоризонт Турново у европским такмичењима
| Сезона  | Такмичење   | Коло        | Клуб         | Дом. | Гост | Укупно       |
| ------- | ----------- | ----------- | ------------ | ---- | ---- | ------------ |
| 2013/14 | Лига Европе | 1. коло кв. | Судува       | 2:2  | 2:2  | 4:4(5:4 пен) |
| 2013/14 | Лига Европе | 2. коло кв. | Хајдук Сплит | 1:1  | 1:2  | 2:3          |
| 2014/15 | Лига Европе | 1. коло кв. | Чихура       | 0:1  | 1:3  | 1:4          |